# Прокино (Новленский сельсовет)
Прокино — деревня в Вологодском районе Вологодской области.
Входит в состав Новленского сельского поселения, с точки зрения административно-территориального деления — в Новленский сельсовет.
Расстояние по автодороге до районного центра Вологды — 70 км, до центра муниципального образования Новленского — 10 км. Ближайшие населённые пункты — Дурнево, Виселкино, Острецово, Шолохово, Котлово, Чашково, Тарасово, Никулинское.
По переписи 2002 года население — 11 человек.